# 15465 Букройдер
15465 Букройдер (15465 Buchroeder) — астероїд головного поясу, відкритий 15 січня 1999 року.
Тіссеранів параметр щодо Юпітера — 3,225.